# Хорішки (заказник)
Хорішки — ландшафтний заказник місцевого значення в Україні. Розташований у межах Козельщинського району Полтавської області, біля села Хорішки. 
Заказник простягається на 7 км вздовж річки Псел, його площа дорівнює 735 га. У межах заказника розташоване озеро Білякове. Статус заказника надано згідно з рішенням облради від 27.10.1994 року.

## Галерея

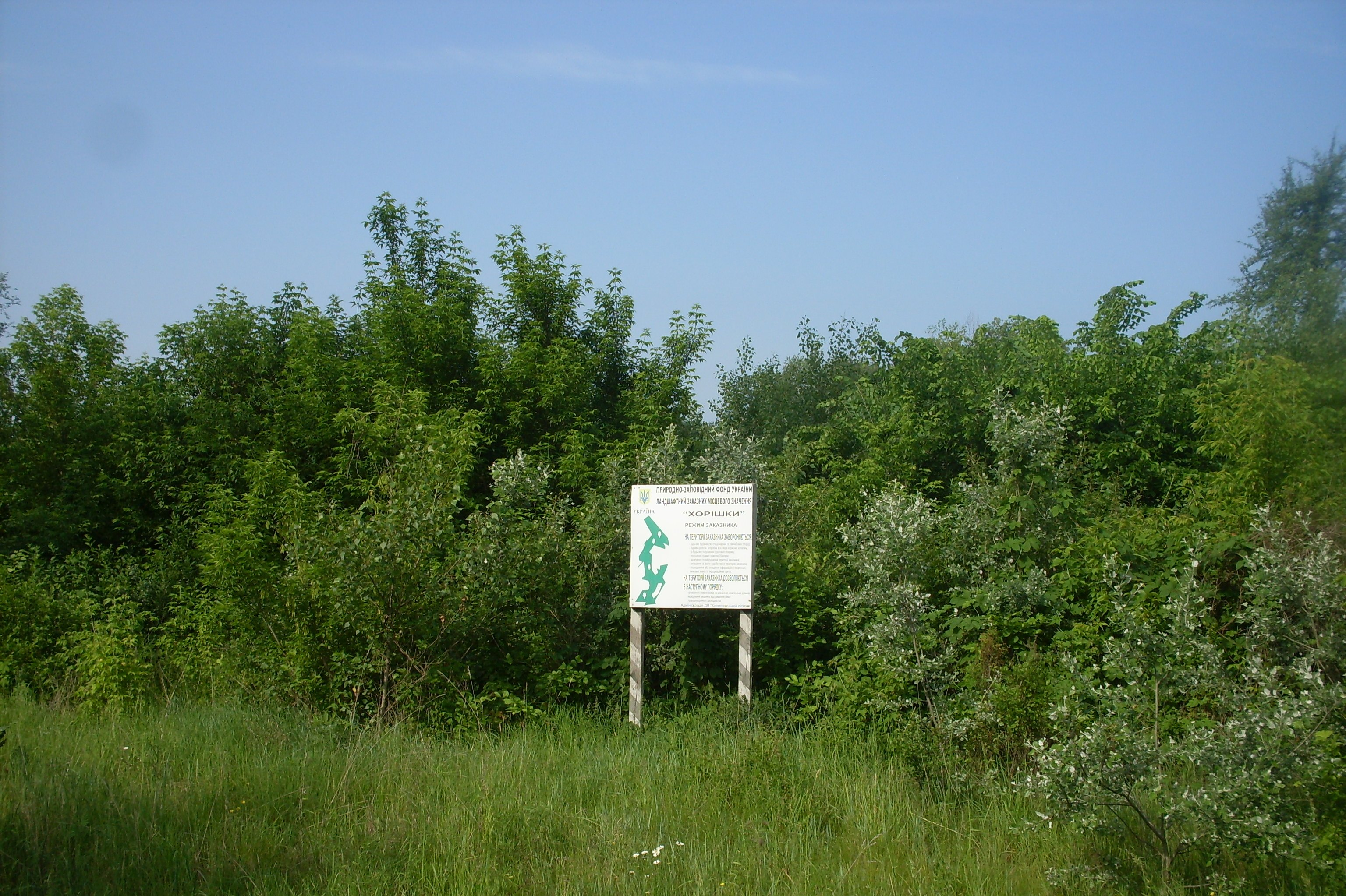
Заказник «Хорішки»
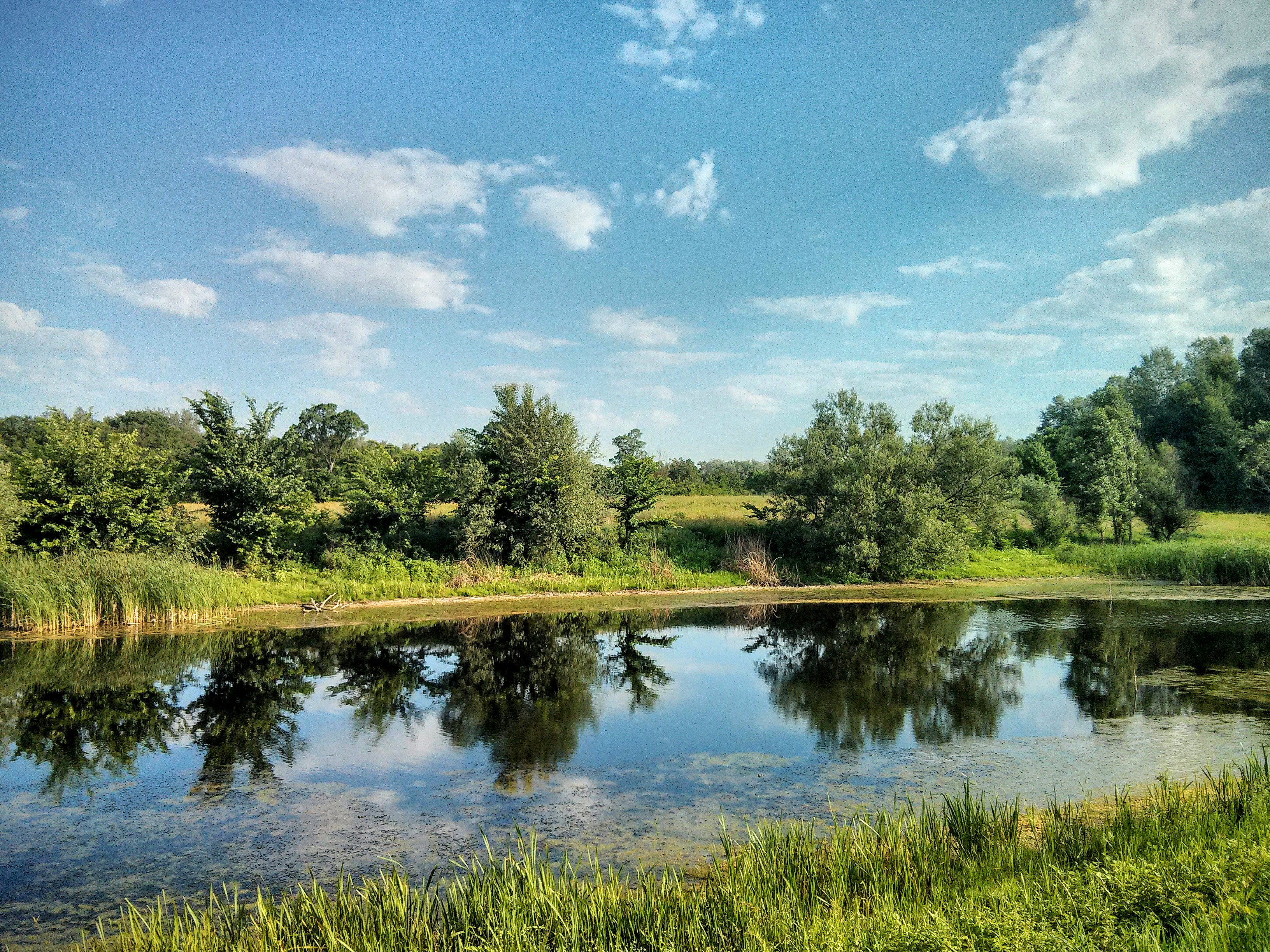
Річка Псел навесні
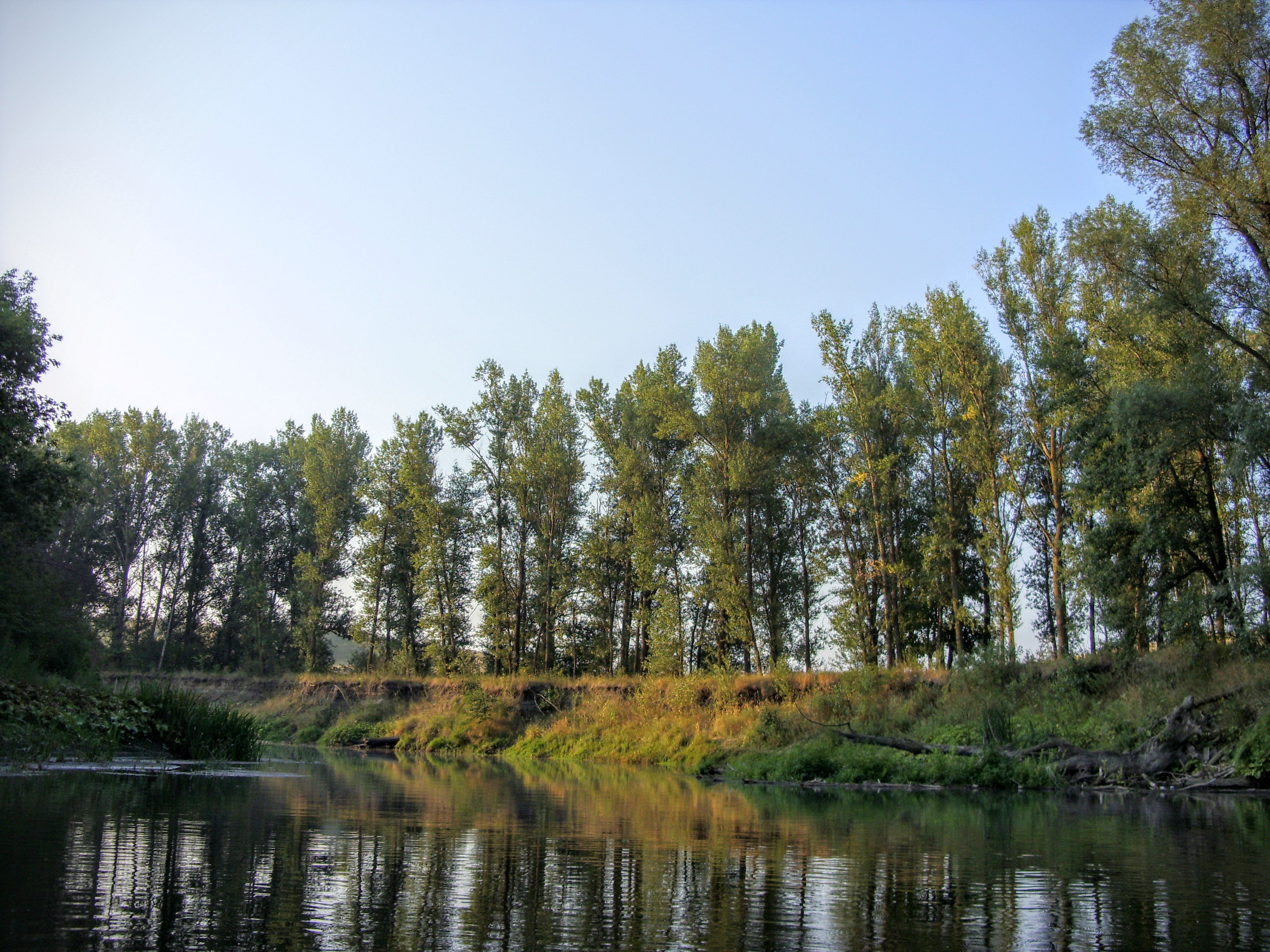
Крутий берег річки
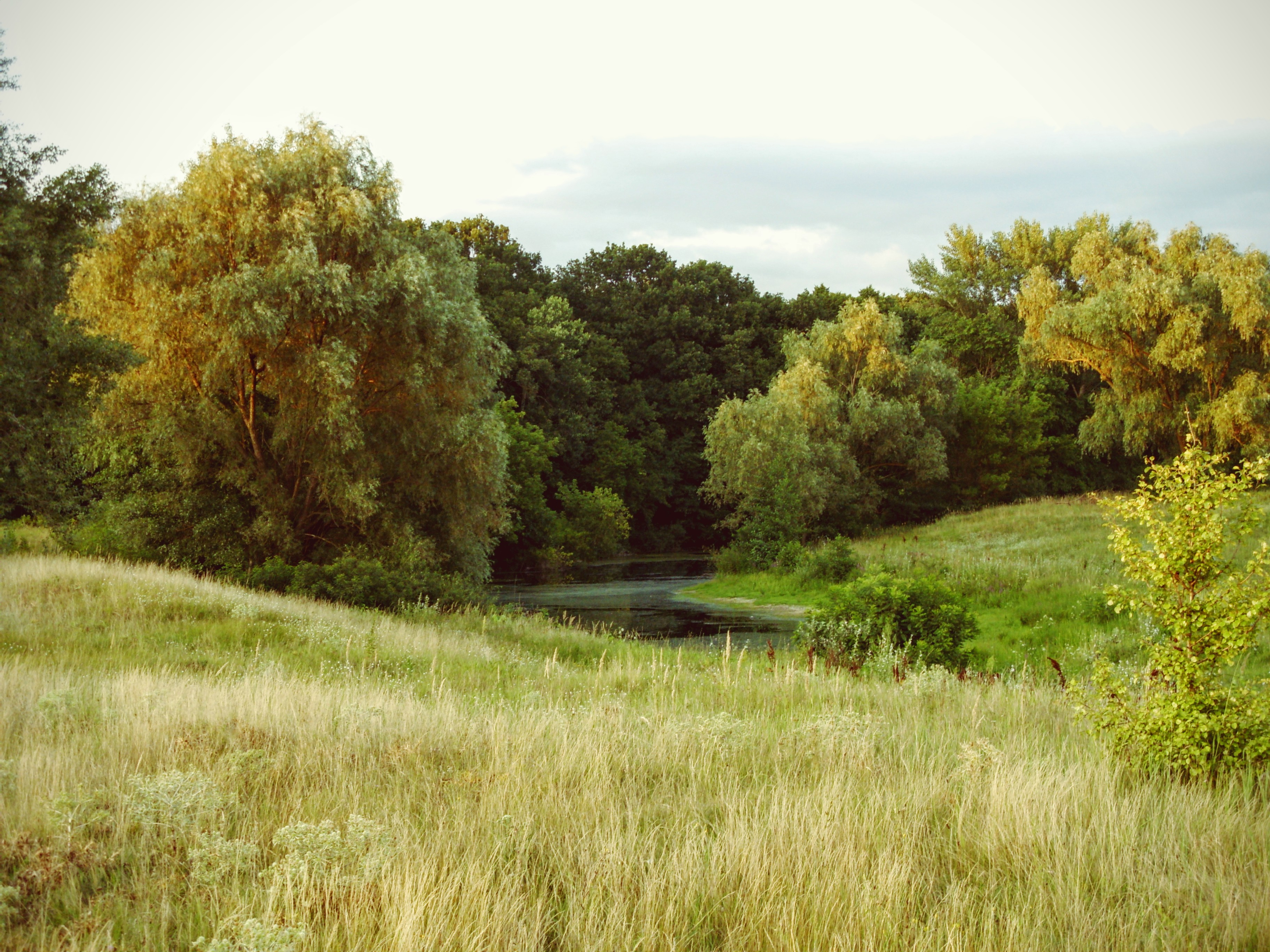
Річище ввечері
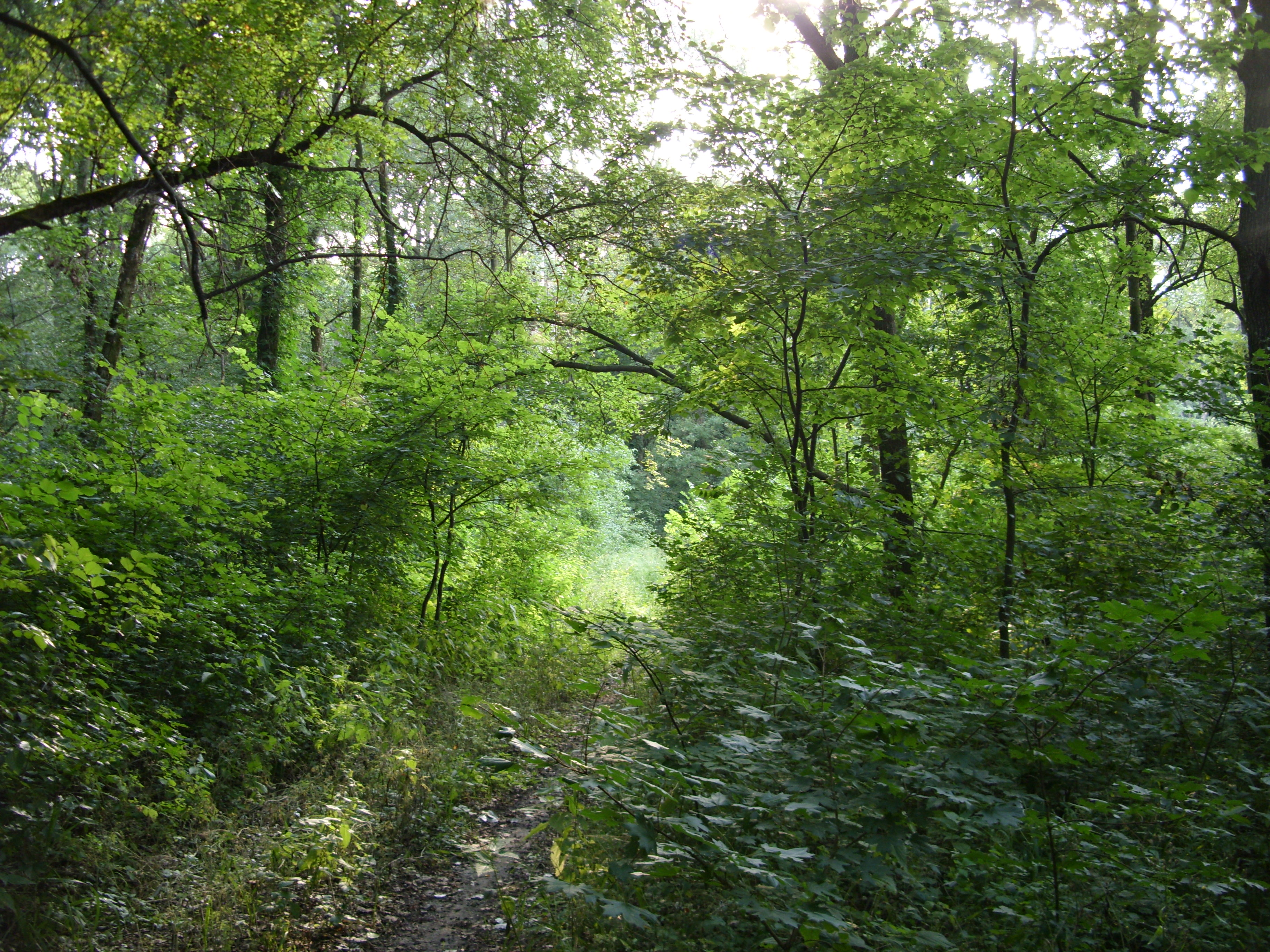
Стежина в заказнику
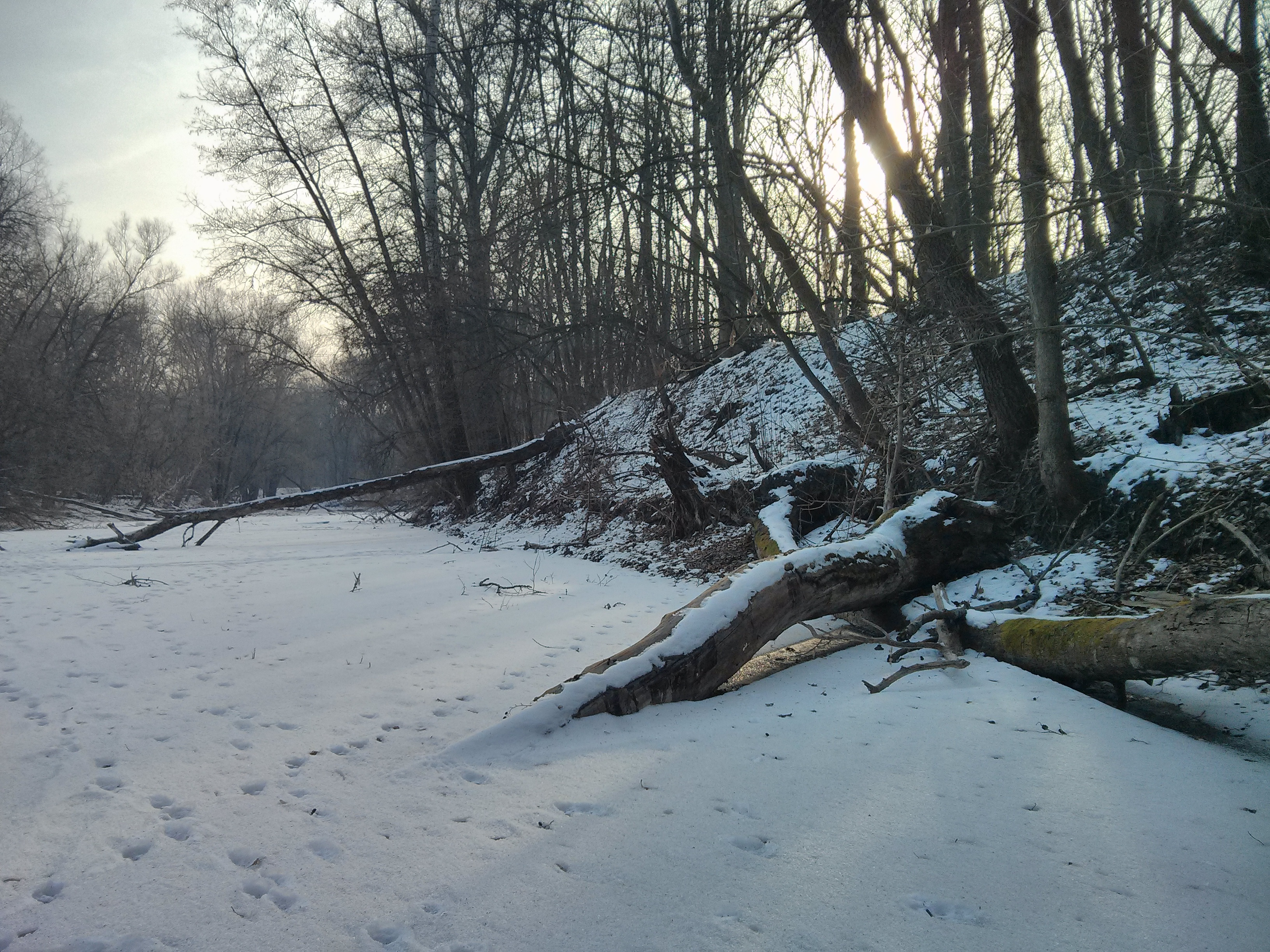
Заказник взимку